# Aiace (Ennio)
Aiace (in latino Aiax) è una cothurnata dello scrittore romano Quinto Ennio di cui restano solo frammenti. Traeva ispirazione dalle vicende di Aiace Telamonio narrate nel ciclo troiano.

## Trama
I quattro versi rimasti dell'Aiax non ci permettono di dire con certezza se il suo modello fosse l'Aiace di Sofocle. È, comunque, probabile che l'azione abbia coperto gli eventi dalla rivalità di Aiace e di Ulisse per le armi di Achille fino alla morte di Aiace.